# ムジンバ県
ムジンバ県（ムジンバけん、Mzimba District）は、マラウイの北部州に属する県である。
県都はムジンバ。
面積は1万430km²、人口は61万944人。
県内で最も一般的な仕事は、とうもろこしや豆の自給農業、放牛のほか、換金作物としてのタバコの栽培である。 
教育に関しては、ムジンバ県には現在、98個の活動的な教育委員会が存在する。
この県の民族は、トゥンブカ系の人々と、南アフリカのンゴニ族系の子孫から構成されており、県内では主にトゥンブカ語が使用されている。
また、県の中心となる都市はムジンバであるが、県内で最大の都市はムズズである。
ムズズはマラウイ北部州の州都となっている。。
なお、この県におけるンゴニ族の大首長（Inkosi ya Makosi）は現在、M'Mbelwa IVである。